# Cantó d'Afrin
El cantó d'Afrin (kurd: Kantona Ęfrîn) és el cantó més occidental dels quatre cantons de Rojava. L'autonomia es va anunciar el gener de 2014. El cantó es va establir al districte d'Afrin, a la governació d'Alep a Rojava. La ciutat d'Afrin n'és la capital administrativa.

## Geografia
El Cantó d'Afrin cobreix la regió més muntanyosa del nord-oest de Síria. El cantó fa frontera amb el de facto Cantó de Shahba, a l'est; amb la província de Kilis (Turquia) al nord, la província de Hatay (Turquia) a l'oest i Al-Dana Nahiyah del districte de Harem (Governació d'Idlib, Síria) i el mont Simeon a la Governació d'Alep (Síria) al sud.

## Demografia
La població del cantó és majoritàriament kurda, fins al punt de ser descrit com "homogèniament kurda". La població, segons el cens del govern sirià el 2004, era de 172.095. Les principals ciutats són Afrin (36.562) i Jandairis (13.661).
Durant la Guerra civil siriana, el Cantó d'Afrin va ser una zona molt segura pels refugiats interns de totes les ètnies que van fugir de la violència i la destrucció de les diferents grups armats, tant d'Estat Islàmic, com d'altres milícies rebels també de tall islamista o jihadista. Segons el Middle East Peace Research Center, el juny de 2016, uns 316.000 desplaçats sirians, kurds, iazidites, àrabs i turcmans cohabitaven en pau dins les fronteres del cantó.

## Història
Segons René Dussaud, la regió del Kurd-Dagh i les planures d'Antioquia van ser assentades per kurds des de l'antiguitat. Stefan Sperl diu que hi ha raons per creure que aquests assentaments a les muntanyes podrien arribar fins i tot a l'era Seleucid. Els kurds primerencs van servir de mercenaris i arquers. En qualsevol cas, muntanyes kurdes ja eren habitades durant les Croades del segle xi.
L'àrea al voltant de Afrin, avui Cantó d'Afrin, va ser on durant segles es va desenvolupar un distintiu Sufisme "islàmic kurd".

Durant l'època de la creació de l'estat sirià i la seva independència, la regió va ser subjecte a una forta política d'arabització pel govern de Damasc.

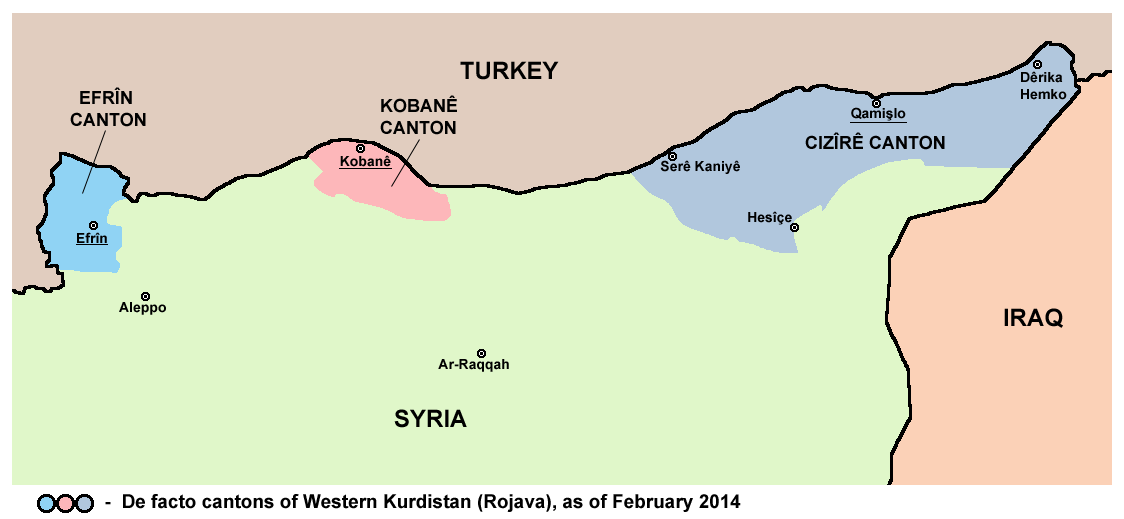
Mapa de la situació a Rojava a febrer 2014

Durant la Guerra civil siriana, les forces de govern de Damasc van retirar-se de la regió durant la primavera 2012. Això va permetre crear una administració pròpia dins del marc de Rojava, declarat formalment el 29 de gener de 2014.
El cantó d'Afrin va sobreviure fins que la força combinada de l'exèrcit turc amb tropes subsidiàries va atacar i envair per aire i terra el cantó, durant una operació que rebé el nom de Branca d'Olivera, del gener fins al març de 2018. La resistència va ser intensa fins a la caiguda de la ciutat d'Afrin entre els dies 18 i 19 de març, quan la capital va ser envaïda i saquejada. Des de la intervenció militar el territori roman envaït per l'estat turc.

## Política i administració
Segons la Constitució de Rojava, l'assemblea legislativa del Cantó d'Afrin va declarar la seva autonomia el 29 gener 2014. L'assemblea va elegir Hêvî Îbrahîm Mustefa com a primer ministre, qui va fixar Remzi Şêxmus i Ebdil Hemid Mistefa els seus governadors.
El Consell Executiu restant era:
| Nom                       | Partit | Oficina                                                   | Any  |
| ------------------------- | ------ | --------------------------------------------------------- | ---- |
| Hêvî Îbrahîm Mustefa      | PYD    | Primer ministre                                           | 2014 |
| Remzi Şêxmus              | PYD    | Viceprimer ministre                                       | 2014 |
| Ebdil Hemid Mistefa       | PYD    | Viceprimer ministre                                       | 2014 |
| Silêman Ceefer            | N/Un   | Ministre d'exteriors                                      | 2014 |
| Ebdo Îbrahîm              | PB-ASD | Ministre de defensa                                       | 2014 |
| Hesen Beyrem              | N/Un   | Ministre d'interior                                       | 2014 |
| NûrşUn Hisên              | PADKS  | Ministre de Comissions Regionals, Consells i Planificació | 2014 |
| Remezan Elî               | N/Un   | Ministre de finances                                      | 2014 |
| Erîfe Bekir               | N/Un   | Ministre de treball i seguretat social                    | 2014 |
| Riyaz Menle Mehemed       | N/Un   | Ministre d'educació                                       | 2014 |
| Eyûb Mihemed              | N/Un   | Ministre d'Agricultura                                    | 2014 |
| Xelîl Şêx Hesen           | N/Un   | Ministre de salut                                         | 2014 |
| Ehmed Yûsif               | N/Un   | Ministre d'Economia i de Comerç                           | 2014 |
| Riyaz Ebdilhenan Şêxo     | N/Un   | Ministre de les famílies dels màrtirs                     | 2014 |
| Hêvîn Şêxo                | N/Un   | Ministre de cultura                                       | 2014 |
| Welîd Selame              | N/Un   | Ministre de transports                                    | 2014 |
| Fazil Robcî               | N/Un   | Ministre de Joventut i d'Esports                          | 2014 |
| Reşîd Ehmed               | N/Un   | Ministre d'Història i Turisme                             | 2014 |
| Mihemed Hemîd Qasim       | N/Un   | Ministre d'Afers religiosos                               | 2014 |
| Fatme Lekto               | N/Un   | Ministre de Dones i Família                               | 2014 |
| Xelîl Sîno                | N/Un   | Ministre de Drets humans                                  | 2014 |
| Etûf Ebdo                 | N/Un   | Ministre de supervisió                                    | 2014 |
| Ebdil Rehman Selman       | N/Un   | Ministre d'informació                                     | 2014 |
| Seîd Esmet Xûbarî         | N/Un   | Ministre de justícia                                      | 2014 |
| Kamîran Ehmed Şefîi Bilal | N/Un   | Ministre d'energia                                        | 2014 |

## Economia

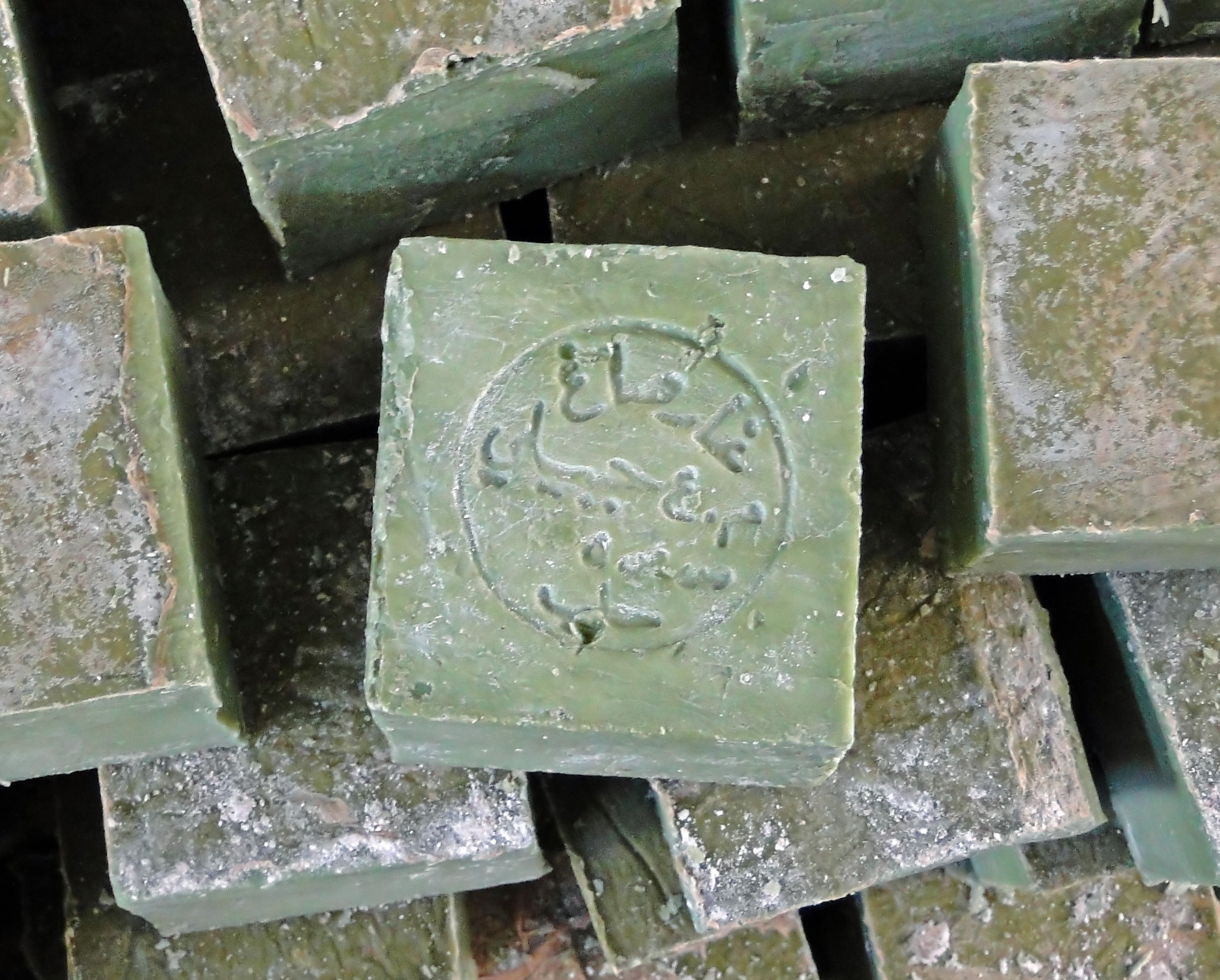
Sabó d'Alep

Una producció agrícola diversa és al cor de l'economia del cantó. Tradicionalment s'han cultivat olives i més recentment es va augmentar la producció de blat. Un producte ben conegut és el sabó d'Alep, un sabó dur fet d'oli d'oliva, així com el lleixiu, que es distingeix per la inclusió d'oli de llorer. Tot i que des de l'antiguitat el Cantó d'Afrin ha estat el proveïdor de l'oli d'oliva per al sabó d'Alep, la destrucció causada per la guerra civil a altres parts de la governació d'Alep, tota la cadena de producció s'ha acabat localitzant al cantó.
Per altra banda, el Cantó d'Afrin és sota un embargament imposat per Turquia, que imposa aranzels molt elevats en l'exportació i la importació. Per exemple, l'aranzel que ha de suportar el sabó d'Alep que es ven a mercats internacionals, és com a mínim quatre vegades més elevat si se'l compara amb els anys anteriors a la guerra.

## Educació
Com en els altres cantons de Rojava, l'educació primària a les escoles públiques és obligatòria cursar-la en la llengua materna kurda o àrab, amb l'objectiu del bilingüisme en kurd i àrab durant l'educació secundària. El currículum és un tema de debat continu entre els Consells d'Educació i el govern central sirià a Damasc, el qual paga part dels salaris dels mestres.
Les administracions federal, cantonals i locals a Rojava incentiven molt la creació de biblioteques i centres educatius per facilitar aprenentatge, així com les activitats socials i artístiques.
El Cantó té una institució d'educació superior a Afrin, la Universitat de Afrin, fundada el 2015. Després d'organitzar tres carreres (Enginyeria electromecànica, Literatura kurda i Economia) durant el primer any acadèmic, el segon, va augmentar en 22 el nombre de professors i 250 estudiants tenen tres programes més (Medicina Humana, Periodisme i Enginyeria Agrícola).